# Acanthophyllum scapiflorum
Acanthophyllum scapiflorum là loài thực vật có hoa thuộc họ Cẩm chướng. Loài này được (Akhtar) Schiman-Czeika mô tả khoa học đầu tiên năm 1988.